# Team Visma-Lease a Bike (kobiecy)
Team Visma-Lease a Bike (Kod UCI: TVL) – holenderska profesjonalna kobieca grupa kolarska powstała w 2021.

## Nazwa grupy w poszczególnych latach
| lata      | nazwa                   |
| --------- | ----------------------- |
| 2021      | Jumbo-Visma Women Team  |
| 2022–2023 | Team Jumbo-Visma        |
| od 2024   | Team Visma-Lease a Bike |

## Obecny skład (2024)
| Skład drużyny 2024                    | Skład drużyny 2024   | Skład drużyny 2024 | Skład drużyny 2024            |
| Imię i nazwisko                       | Data urodzenia       | Państwo            | Poprzednia grupa              |
| ------------------------------------- | -------------------- | ------------------ | ----------------------------- |
| Carlijn Achtereekte                   | 29 stycznia 1990     | Holandia           |                               |
| Mijntje Geurts                        | 25 października 2003 | Holandia           | Lotto Dstny Ladies (2023)     |
| Anna Henderson                        | 14 listopada 1998    | Wielka Brytania    | Sunweb (2020)                 |
| Riejanne Markus                       | 1 września 1994      | Holandia           | CCC-Liv (2020)                |
| Lieke Nooijen                         | 20 lipca 2001        | Holandia           | Parkhotel Valkenburg (2023)   |
| Maud Oudeman                          | 29 września 2003     | Holandia           | Canyon-SRAM Racing (2022)     |
| Rosita Reijnhout                      | 8 kwietnia 2004      | Holandia           |                               |
| Linda Riedmann                        | 23 marca 2003        | Niemcy             |                               |
| Eva van Agt                           | 18 marca 1997        | Holandia           | Le Col-Wahoo (2022)           |
| Fem van Empel                         | 3 września 2002      | Holandia           | Pauwels Sauzen-Bingoal (2022) |
| Nienke Veenhoven                      | 20 marca 2004        | Holandia           |                               |
| Margaux Vigie                         | 21 lipca 1995        | Francja            | Lifeplus Wahoo (2023)         |
| Sophie von Berswordt                  | 21 maja 1996         | Holandia           |                               |
| Marianne Vos                          | 13 maja 1987         | Holandia           | CCC-Liv (2020)                |
| Femke de Vries (4 cze–31 gru)         | 16 kwietnia 1994     | Holandia           | GT Krush Rebellease (2024)    |
| Imogen Wolff (1 sie–31 gru, stażysta) | 26 marca 2006        | Wielka Brytania    | Shibden Hope Tech Apex (2024) |
|                                       |                      |                    |                               |
| Źródło: ProCyclingStats               |                      |                    |                               |